# Alfa Romeo South Africa
Alfa Romeo South Africa était la filiale du constructeur italien Alfa Romeo, implantée en Afrique du Sud en 1962 pour l'assemblage local des modèles italiens avec le volant à droite.

## Histoire
Les modèles Alfa Romeo ont, dès l'origine, été importés en Afrique du Sud par des particuliers ou des agents locaux depuis la création de la marque italienne.
Le premier modèle du constructeur milanais à être régulièrement et officiellement exporté en Afrique du Sud, via un réseau de concessionnaires de la marque, sera la Giulietta en 1958. Au vu du succès remporté, la marque décide d'assembler son modèle localement en confiant à la société "Car Distribution Assembley" (CDA) de East London le soin d'assembler les voitures livrées en CKD, sous le contrôle d'un responsable qualité italien. La société CDA assemblait déjà des automobiles pour le compte des constructeurs allemands Mercedes et Auto Union. Aucun autre constructeur européen ne disposait alors d'usine locale.
L'implication des responsables italiens dans la production augmenta au fur et à mesure des cadences de fabrication au point d'arriver à une gestion quasiment complète de la part d'Alfa Romeo.
C'est en 1962 que le constructeur décide de créer Alfa Romeo South Africa - ARSA.
Le lancement de la nouvelle Alfa Romeo Giulia a lieu en 1964 en Afrique du Sud, un an après l'Italie où le modèle reçoit un accueil remarquable, tout comme dans les nombreux pays européens où elle est exportée. Il en est de même en Afrique du Sud. 
En 1967, l'usine CDA est saturée et les délais de livraison s'allongent. L'assemblage est alors déplacé vers l'usine de la société "Rosslyn Motor Assembly" installée à Rosslyn, dans la banlieue de Pretoria. Cette société avait débuté l'assemblage de voitures pour le compte de constructeurs à peine arrivés dans le pays : Renault, Nissan et Datsun.
L'usine de Rosslyn montre assez rapidement ses limites et la direction italienne d'Alfa Romeo décide en 1971 de construire sa propre usine sur la commune de Brits. L'usine de Rosslyn sera vendue au constructeur allemand BMW. La nouvelle usine de Britts est inaugurée en 1973 et au mois de juillet, la première Alfa Romeo Alfetta sort de la chaîne de montage.
Beaucoup d'autres modèles suivront : Alfasud, Alfetta GTV Coupé, Alfasud Sprint, la Giulietta (1977) et l'Alfa 33. À cette époque, tous les modèles Alfa Romeo immatriculés en Afrique du Sud sont produits localement à l'exception des spiders qui seront toujours importés d'Italie.
En 1978, à la suite d'un accord stratégique conclut avec son concurrent italien Fiat Auto qui, s'étant plié aux exigences internationales de boycott de l'Afrique du Sud pour cause d'apartheid, avait dû fermer son usine locale, l'usine Alfa Romeo de Britts allait fabriquer les dernières séries des modèles Fiat 128, Fiat 132 et Fiat 128 Pickup, une version spécifique locale.
Cet embargo international plonge l'Afrique du Sud dans une grave crise économique qui réduit fortement la demande en voitures neuves. Dans le but d'utiliser tout le potentiel installé, en 1983 Alfa Romeo deviendra également l'assembleur local du dernier modèle Daihatsu en vente localement, la Charade.
En 1984, le niveau des ventes atteint un minimum historique, les usines tournent à 10 % de leur capacité et Alfa Romeo décide de fermer son usine locale. Les modèles seront alors tous importés d'Italie.
En 1986, le groupe Alfa Romeo est racheté et intégré dans le Groupe Fiat S.p.A..

## Liste des modèles produits en Afrique du Sud
- Marque Alfa Romeo
  - Giulietta Ti (1959-1964) - type ZAR 101.09 & 101.29 - Selon le tableau de Luigi Fusi, 6.713 exemplaires auraient été assemblés entre 1960 et 1964 chez "Car Distributors Assembly" à East London. Il y a manifestement une erreur car plusieurs sources confirment que ce modèle a été assemblé à plus de 19.000 unités.
  - 2600 (1963-1964) - type ZAR 106.27 - 425 exemplaires assemblés dans l'usine "Car Distributors Assembly" de East London,
  - Giulia Ti (1962-1972) - type ZAR 105.09 -
  - Giulia Sprint (1964-1977) - type ZAR 105.04 -
  - Giulia Super (1970-1977) - type ZAR 105.28 -
  - Giulia GT Veloce (1965-1977) - type ZAR 105.37 -
  - Giulia GT Junior (1967-1977) - type ZAR 105.31 -
  - 1750/2000 (1967-1972) - Type ZAR 105.49 -
  - 1750 GT Veloce (1967-1977) - type ZAR 105.31 -
  - Alfasud (1973-1983) - type ZAR 901 -
  - Alfasud Sprint (1977-1983) - type ZAR 901 -
  - Alfetta (1973-1977) - type ZAR 116.09 -
  - Giulietta (Nuova) (1977-1984) - type 116 -
  - Alfetta GTV6 2,5/3,0 (1982-1984) - version spécifique, 212 exemplaires GTV6 3,0 et 377 GTV6 2,5 ont été produits dans l'usine Alfa Romeo de Brits,
  - 33 (1983-1984) - type ZAR 905 -

- Marque Fiat
  - Fiat 128 - berline 2 & 4 portes, ZFA 128 -
  - Fiat 132 - berline 4 portes, ZFA 132 -
  - Fiat 128 Pickup - version spéciale réservée à l'Afrique du Sud.

- Marque Daihatsu
  - Daihatsu Charade - env 4.500 exemplaires ont été assemblés en 1983 & 1984.

Nota : les chiffres de production sont issus du tableau de Luigi Fusi et son ouvrage "Tutte le vetture Alfa Romeo dal 1910" qui détaille les modèles Alfa Romeo fabriqués entre 1910 et 1972. Les chiffres de production en Afrique du Sud postérieurs à cette date ne sont pas officiels, la plupart ne sont pas connus

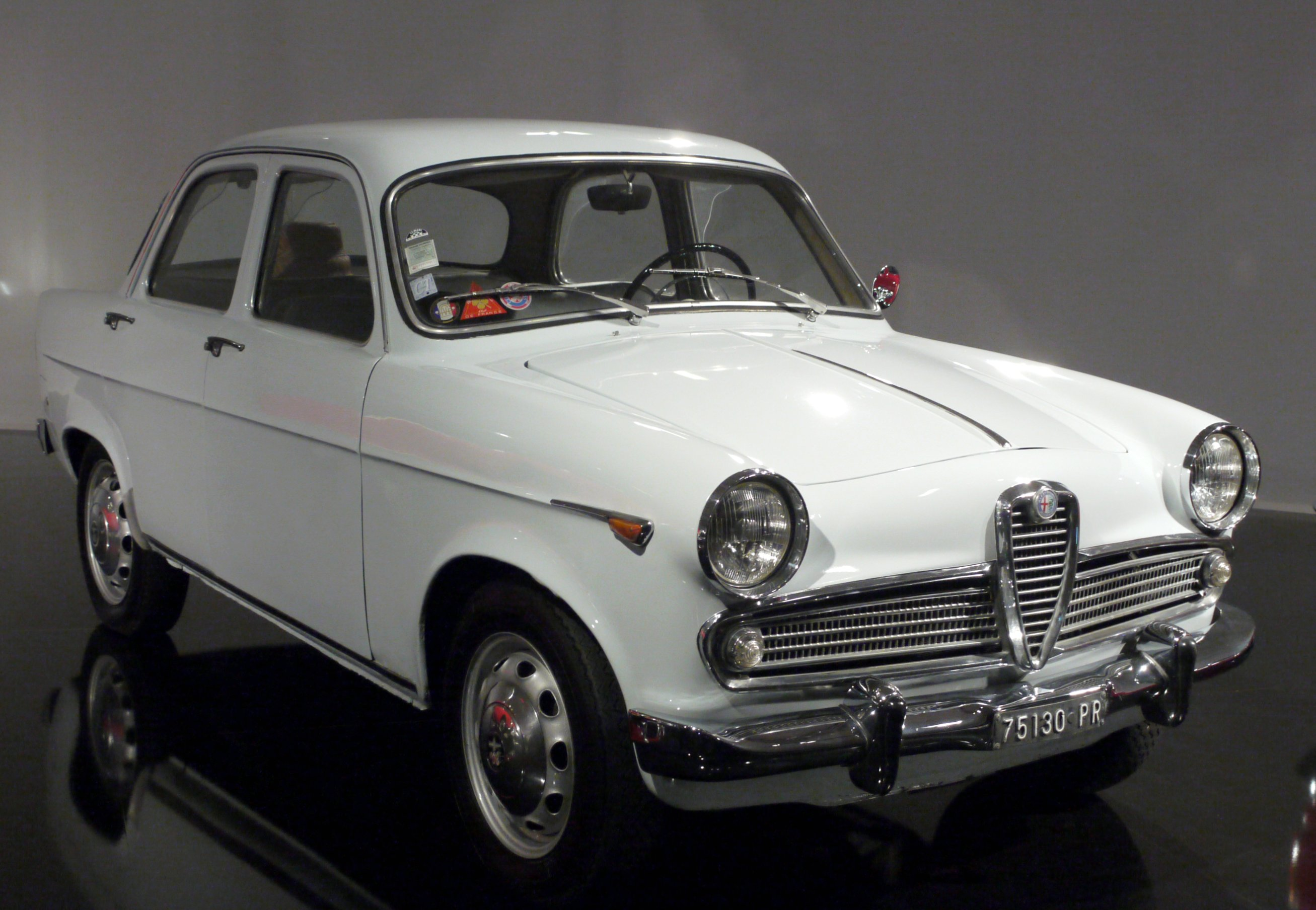
Alfa Romeo Giulietta
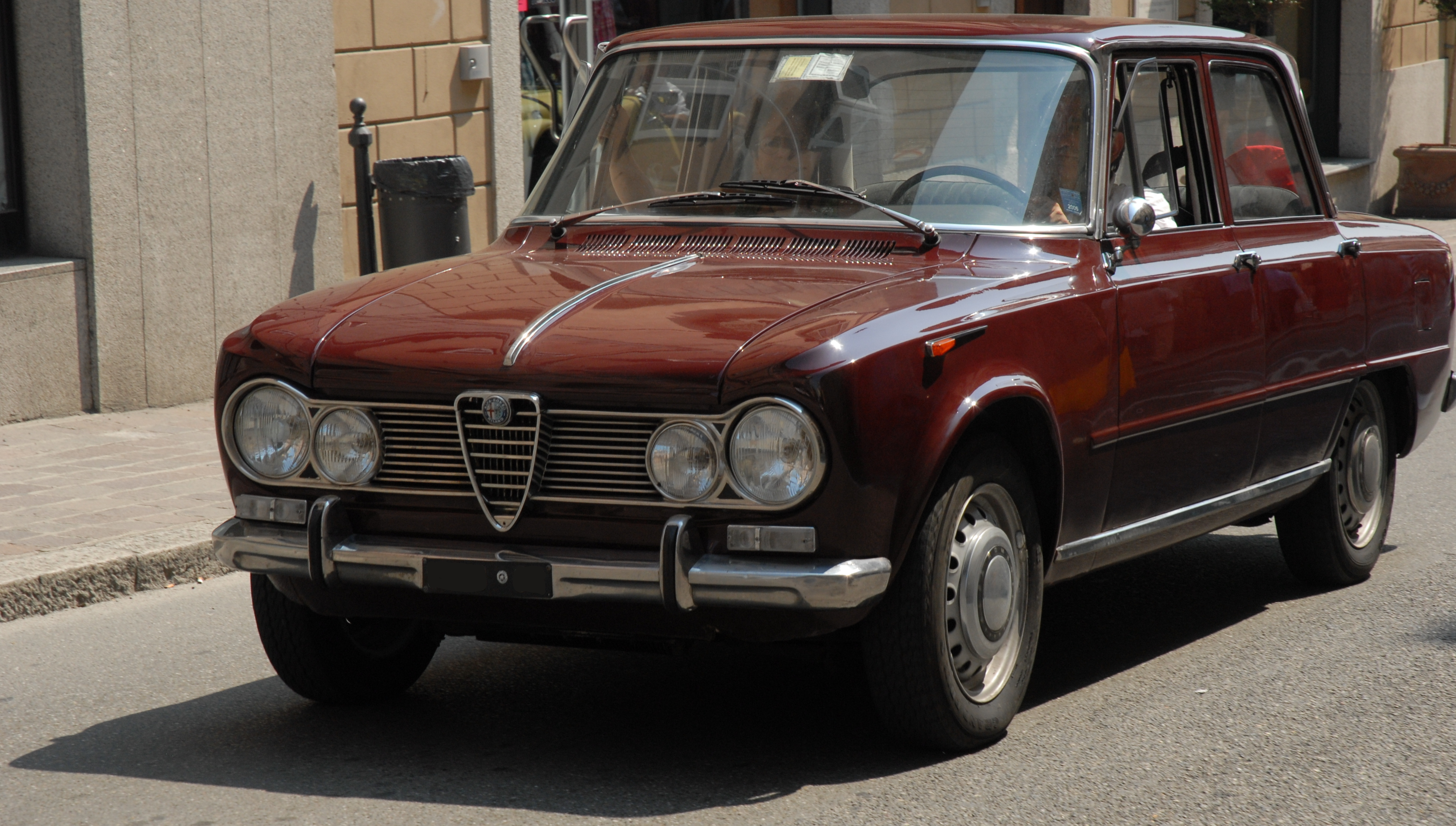
Alfa Romeo Giulia
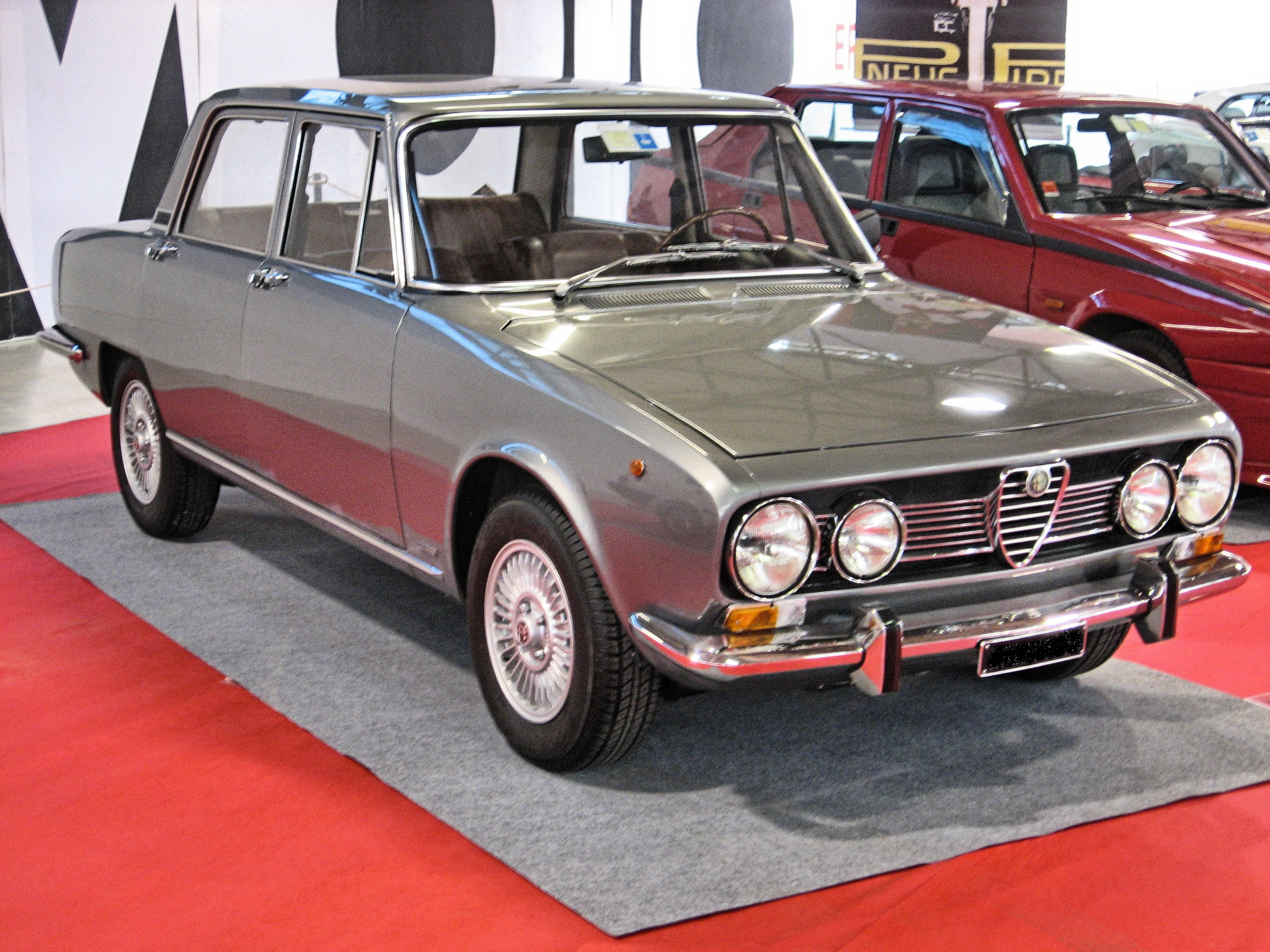
Alfa Romeo 1750
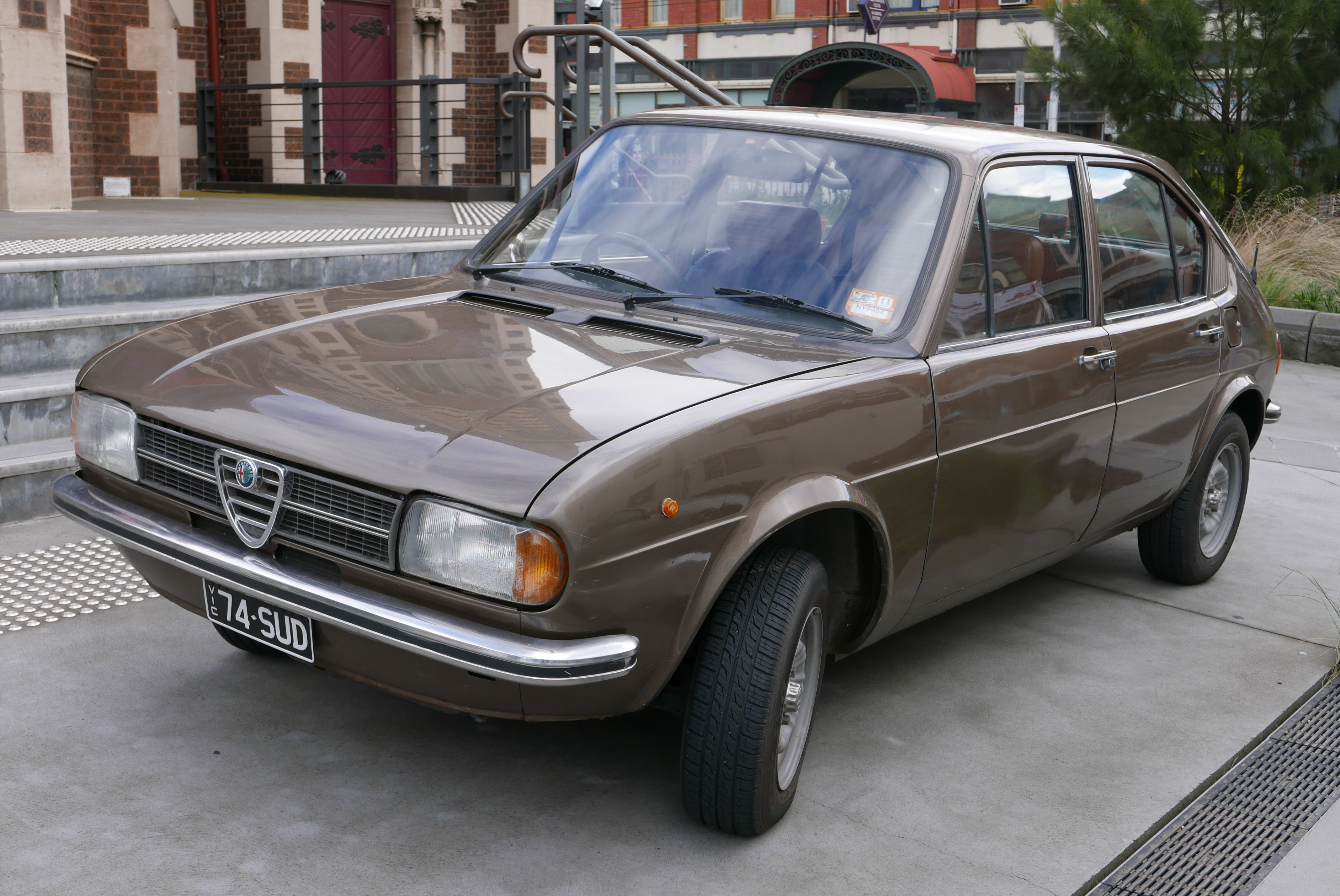
Alfa Romeo Alfasud
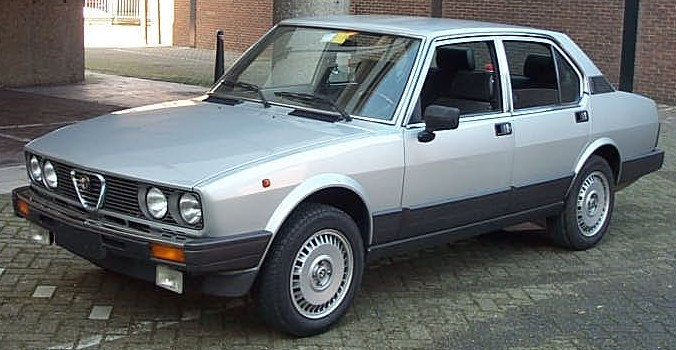
Alfa Romeo Alfetta
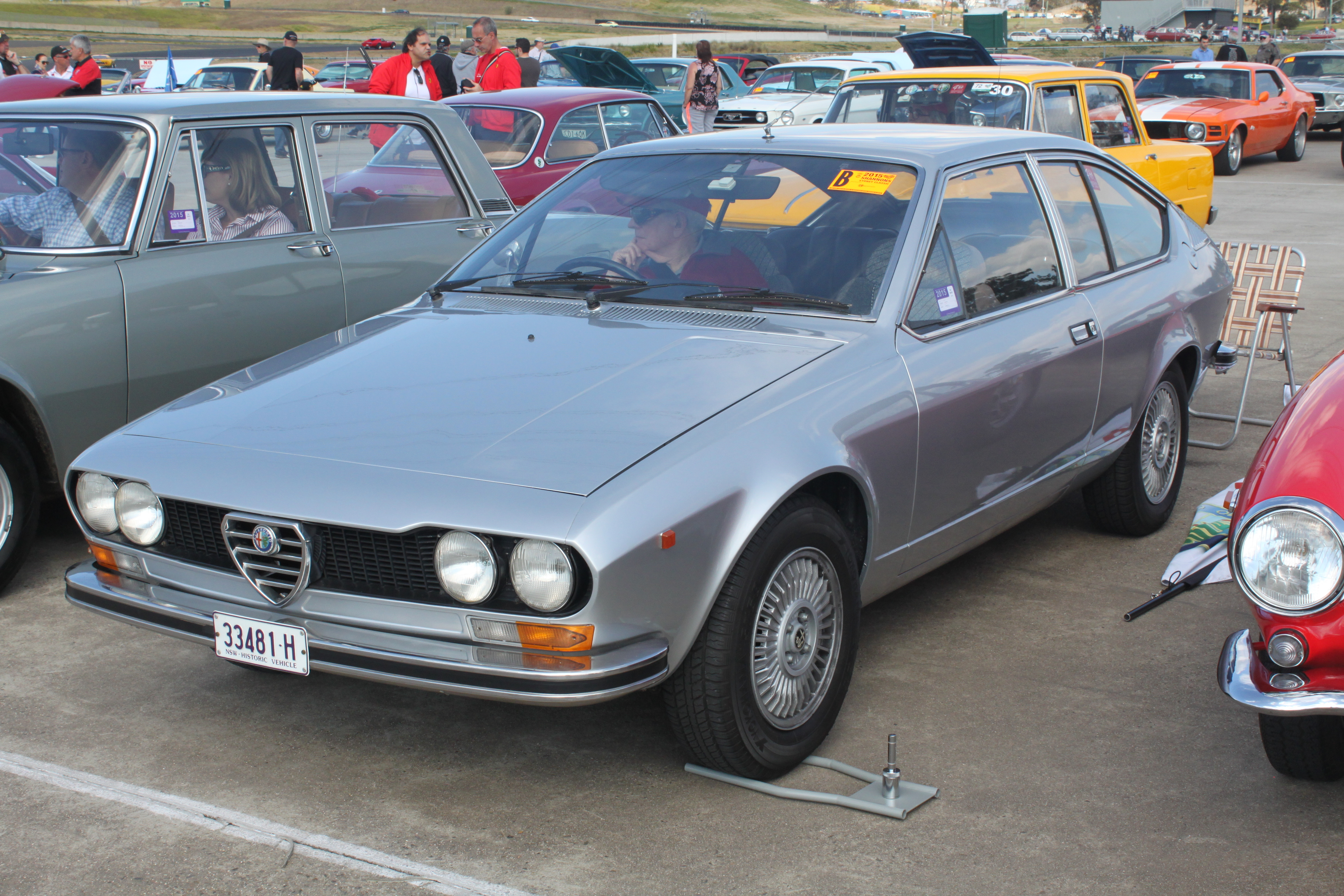
Alfa Romeo Alfetta GT
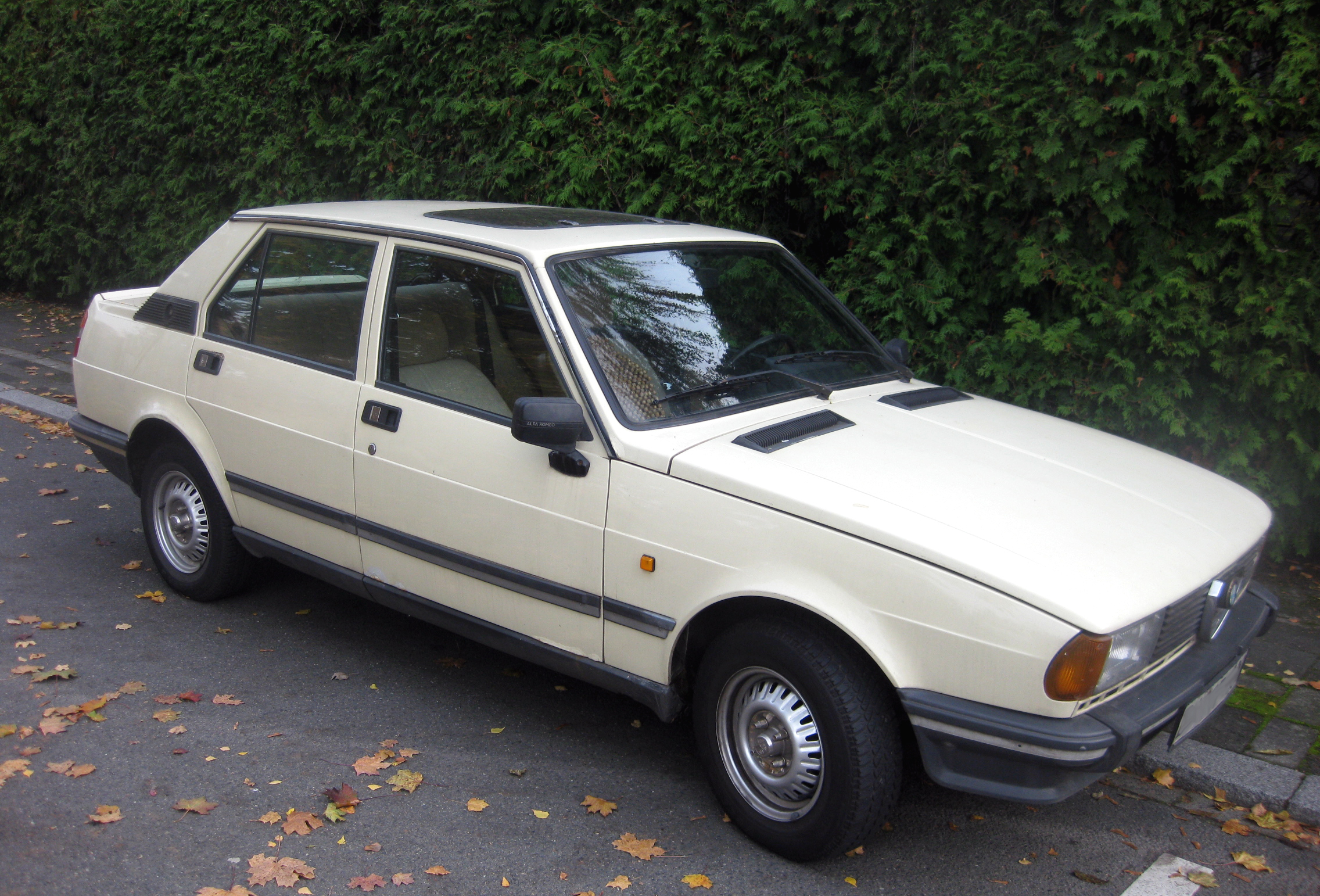
Alfa Romeo Giulietta 2
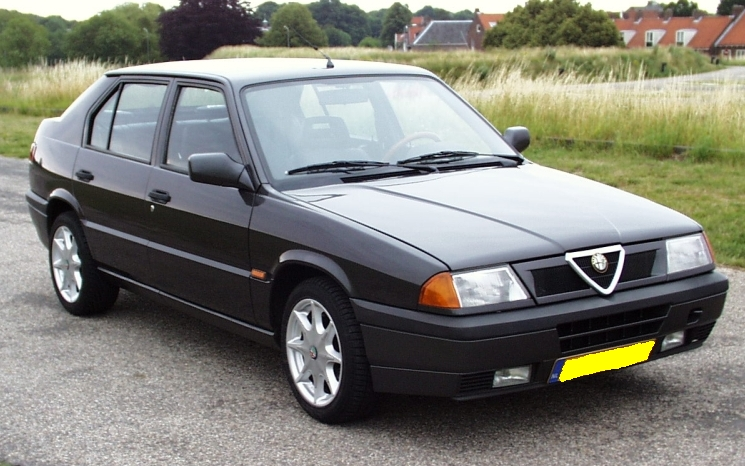
Alfa Romeo 33
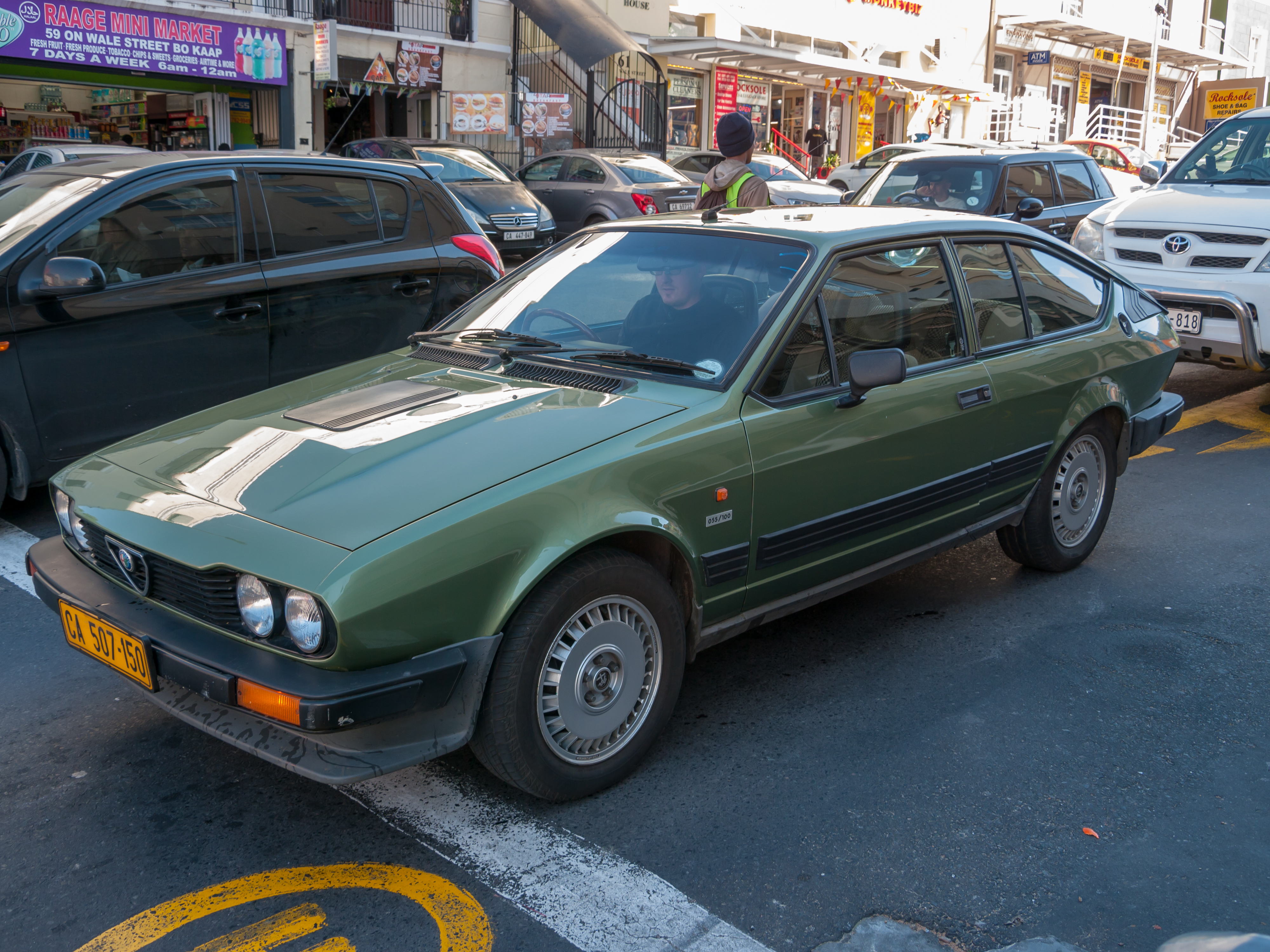
Alfa Romeo GTV6 3.0 (Le Cap)